# Carlo Buscaglia
(Antonio Matarazzo, pioniere del calcio a Napoli)
Carlo Buscaglia (Balocco, 9 febbraio 1909 – Torino, 15 agosto 1981) è stato un calciatore italiano, di ruolo difensore centrale.

## Caratteristiche tecniche
Giocava come interno ma eccelleva in tutti i ruoli, anche come portiere, terzino ed attaccante.

## Carriera
Idolo dei tifosi napoletani dell'epoca, fu uno dei primi giocatori ingaggiati dal Napoli, per la stagione 1928-1929, conclusasi con la qualificazione al primo campionati di Serie A della storia e con dodici sue reti che lo resero secondo miglior cannoniere dei partenopei, dietro solo ad Attila Sallustro; con i partenopei si rese disponibile a giocare in tutti i ruoli, sostituendo persino Giuseppe Cavanna in porta, nella gara in cui questi subì la frattura della clavicola. Dopo dieci anni passati in Campania, dove per due volte (nelle stagioni 1932-1933 e 1933-1934) arriva con la squadra al terzo posto nella classifica finale del campionato, dopo aver disputato 259 presenze (che lo fanno comparire tra i giocatori con più presenze nella storia della squadra partenopea) e 40 gol, passa nel campionato 1938-1939 alla Juventus, dove sfiora uno scudetto nella stagione successiva, in cui i piemontesi arrivano terzi ed in semifinale di Coppa Italia.
Secondo alcune fonti avrebbe militato nel Savona; fonti di Savona però lo escludono, attribuendo una militanza nella squadra all'omonimo Pietro Buscaglia.

## Statistiche

### Presenze e reti nei club
| Stagione        | Squadra         | Campionato      | Campionato | Campionato | Coppe nazionali | Coppe nazionali | Coppe nazionali | Coppe continentali | Coppe continentali | Coppe continentali | Totale | Totale |
| Stagione        | Squadra         | Comp            | Pres       | Reti       | Comp            | Pres            | Reti            | Comp               | Pres               | Reti               | Pres   | Reti   |
| --------------- | --------------- | --------------- | ---------- | ---------- | --------------- | --------------- | --------------- | ------------------ | ------------------ | ------------------ | ------ | ------ |
| 1927-1928       | Casale          | DN              | 28         | 2          | -               | -               | -               | -                  | -                  | -                  | 28     | 2      |
| 1928-1929       | Napoli          | DN              | 24         | 12         | -               | -               | -               | -                  | -                  | -                  | 24     | 12     |
| 1929-1930       | Napoli          | A               | 32         | 10         | -               | -               | -               | -                  | -                  | -                  | 32     | 10     |
| 1930-1931       | Napoli          | A               | 30         | 2          | -               | -               | -               | -                  | -                  | -                  | 30     | 2      |
| 1931-1932       | Napoli          | A               | 24         | 2          | -               | -               | -               | -                  | -                  | -                  | 24     | 2      |
| 1932-1933       | Napoli          | A               | 28         | 0          | -               | -               | -               | -                  | -                  | -                  | 28     | 0      |
| 1933-1934       | Napoli          | A               | 30         | 2          | -               | -               | -               | CEC                | -                  | -                  | 30     | 2      |
| 1934-1935       | Napoli          | A               | 9          | 1          | -               | -               | -               | -                  | -                  | -                  | 9      | 1      |
| 1935-1936       | Napoli          | A               | 28         | 5          | CI              | 3               | 1               | -                  | -                  | -                  | 31     | 6      |
| 1936-1937       | Napoli          | A               | 29         | 2          | CI              | 3               | 0               | -                  | -                  | -                  | 32     | 2      |
| 1937-1938       | Napoli          | A               | 27         | 3          | CI              | 3               | 1               | -                  | -                  | -                  | 30     | 4      |
| Totale Napoli   | Totale Napoli   | Totale Napoli   | 261        | 39         |                 | 9               | 2               |                    | -                  | -                  | 270    | 41     |
| 1938-1939       | Juventus        | A               | 7          | 0          | ?               | ?               | ?               | ?                  | ?                  | ?                  | 7      | 0      |
| 1939-1940       | Juventus        | A               | 4          | 1          | ?               | ?               | ?               | ?                  | ?                  | ?                  | 4      | 1      |
| Totale Juventus | Totale Juventus | Totale Juventus | 11         | 1          |                 | ?               | ?               |                    | ?                  | ?                  | 11     | 1      |
| Totale carriera | Totale carriera | Totale carriera | 300        | 42         |                 | 9               | 2               |                    | ?                  | ?                  | 309    | 44     |